# Вексфорд (місто)
Вексфорд (англ. Wexford; ірл. Loch Garman) — місто в Ірландії та адміністративний центр графства Вексфорд.

## Історія та сучасність
Місто було засноване 819 року норвезькими вікінгами. Вони назвали місто «Waes Fjord», з часом ця назва перетворилася на сучасну. Відтоді впродовж майже 300 років норвежці заселяли місто, створювали родини із місцевими мешканцями й поступово християнізувалися. Норвежці укладали союзи із ірландськими королями, хоча ірландці часом нападали на місто.
1169 року місто було захоплене норманцями та ірландцями — найбільше було їх з прізвищами Кітінг. Нападники спалали кораблі, що перебували в гавані. Можливо, саме тому на гербі Вексфорда зображено 3 палаючих кораблі.
1649 року місто підтримало ірландську конфедерацію, за що було розграбоване та спалене завойовниками на чолі із Кромвелем.
1798 року місто було центром антибританського повстання. Частина лоялістів була страчена прихильниками Організації об'єднаних ірландців.
17 серпня 1874 року в місті було відкрито залізничну станцію. Залізниця пов'язала Вексфорд із Дубліном.
У всі часи місто було важливим торговельним портом, однак через поступове зміління та замулювання гавані у 20 столітті 1968 року порт довелося закрити. Тепер пристань використовується прогулянковими та рибальськими кораблями.

## Культура
Попри нечисленне населення, у місті діє оперний театр та театр Дун Мур. У церкві Св. Іберіуса проходять концерти органної музики.
Діє Парк ірландської національної спадщини, що репрезентує 9000-літню ірландську історію. Тут відтворені традиційні ірландські житла, а також будинки вікінгів та норманські форти.

## Освіта
Діє 5 середніх шкіл.

## Відомі уродженці
- Джон Бенвілл (* 1945) — ірландський письменник і сценарист.
- Йон Колфер (* 1965) — ірландський письменник-фантаст.
- Роберт МакКлур (1807—1873) — ірландський дослідник Арктики.

## Міста-побратими
- Аннаполіс
- Куерон
- Луго